# Ōsaka (thành phố)
Thành phố Ōsaka (大阪市 (Đại Phản thị) Ōsaka-shi) là thành phố tỉnh lỵ của tỉnh Osaka, Nhật Bản và là một đô thị quốc gia. Thành phố Ōsaka nằm ở vùng Kinki trên đảo Honshu, ngay cửa sông Yodo trên vịnh Ōsaka. 

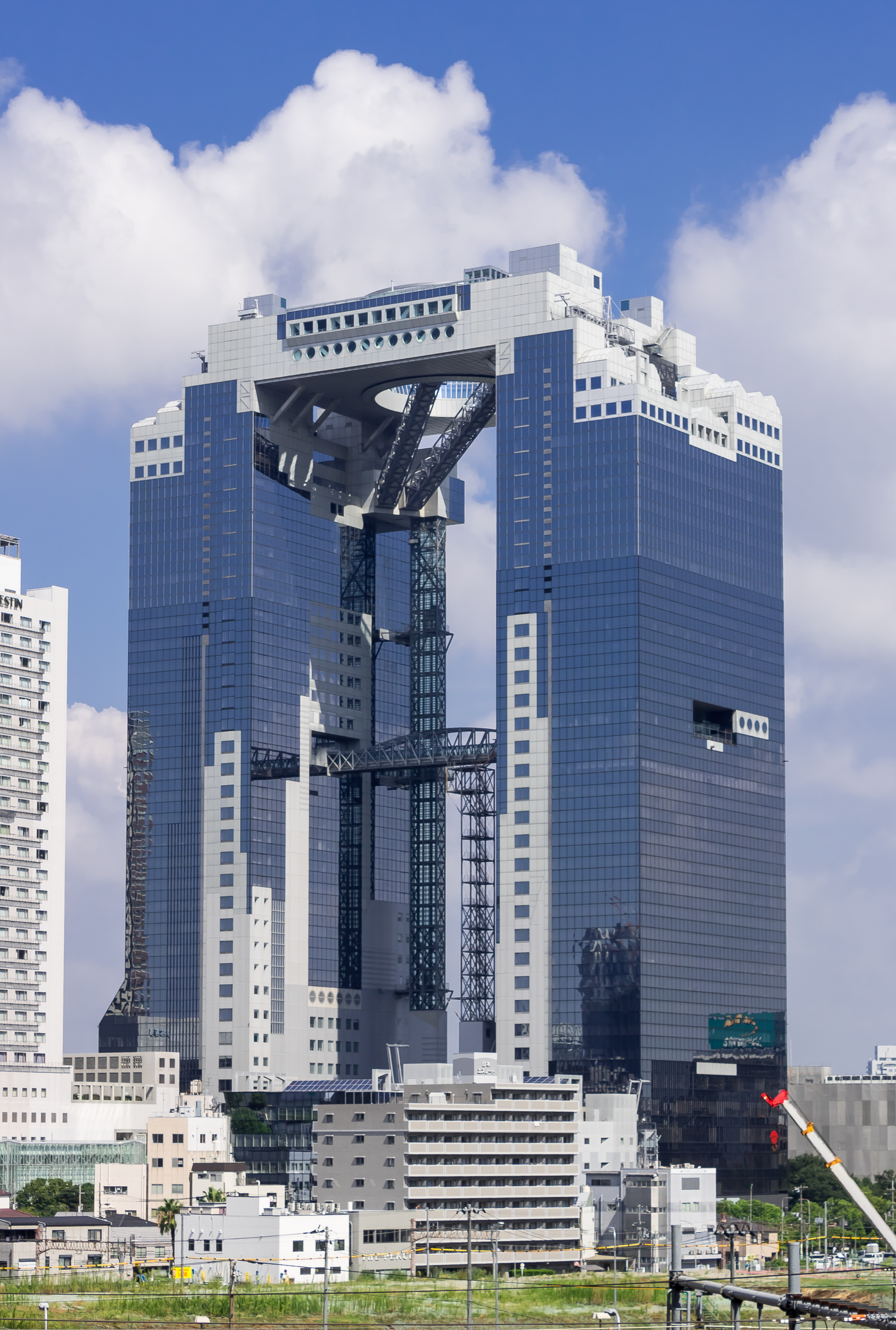
Tòa nhà chọc trời Umeda

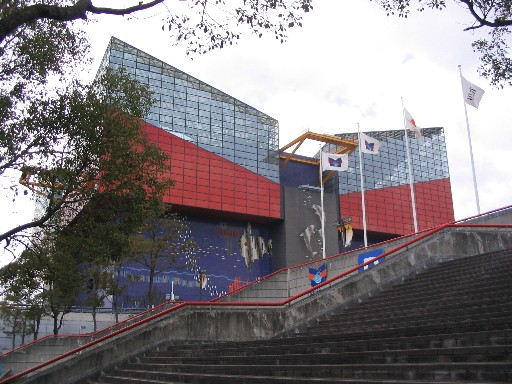
Thủy cung Kaiyukan

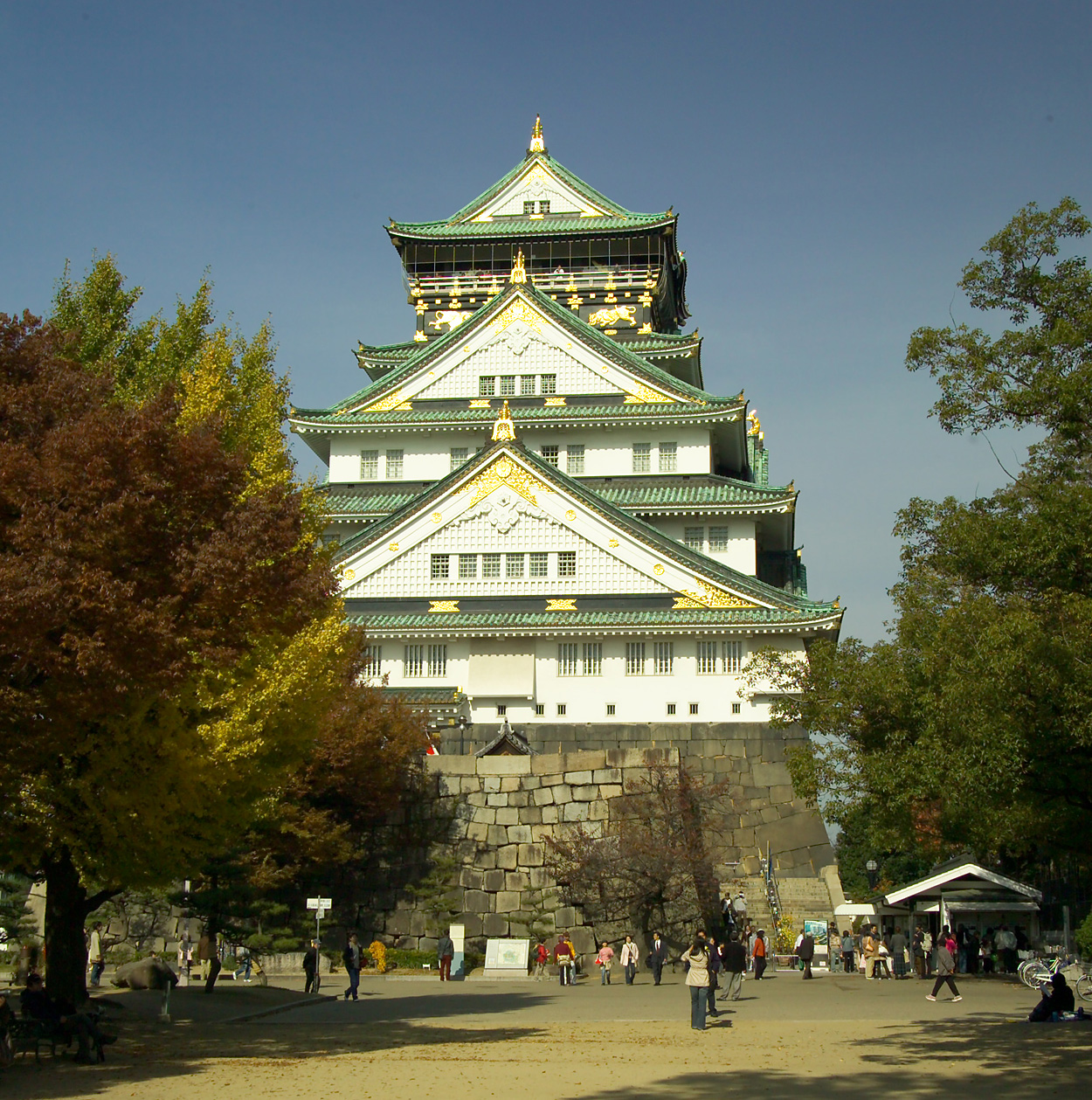
Thành Osaka

Thành phố Osaka chiếm phần lớn nhất vùng đô thị Keihanshin (京阪神, "Kyoto-Osaka-Kobe") và là thành phố lớn thứ hai ở Nhật Bản với dân số 19 triệu người - trong các thành phố có dân cư cao nhất. Đây là trung tâm thương mại của miền tây Nhật Bản và là trung tâm công nghiệp và hải cảng chính, trái tim của vùng đô thị Kansai. 

## Từ nguyên
Ōsaka có nghĩa là "ngọn đồi lớn" hoặc "độ dốc lớn". Không rõ khi nào cái tên này trở nên nổi bật hơn Naniwa, nhưng bằng chứng bằng văn bản lâu đời nhất cho tên này có từ năm 1496.
Tên bằng Kanji là 大阪, nhưng viết lại thành 大坂 cho đến năm 1870, khi các đảng phái cho Minh Trị Duy tân thay đổi nó, dường như để tránh chữ Hán thứ hai bị hiểu sai là 士反, có nghĩa là "cuộc nổi loạn của samurai". Điều này yêu cầu trong cách đánh vần trang trọng hiện nay, tên cũ đó phải được sử dụng rất cẩn thận. Chữ Hán cũ vẫn còn được sử dụng nhưng rất hạn chế, thường là trong bối cảnh lịch sử, nhưng trong tiếng Nhật thì chữ Hán 阪 hay đứng một mình, đề cập đến thành phố Osaka hoặc tỉnh Osaka.

## Lịch sử

### Thời tiền sử đến thời Kofun
Một số dấu hiệu cư trú sớm nhất của con người ở khu vực Osaka là ở Morinomiya ruins (森ノ宮遺跡 Morinomiya iseki) bao gồm các gò vỏ, hàu biển và bộ xương người bị chôn vùi từ thế kỷ thứ VI - thế kỷ thứ V trước Công nguyên. Người ta tin  ngày nay, khu vực Uehonmachi bao gồm một vùng đất bán đảo với một vùng biển nội địa ở phía đông. Trong thời Yayoi, cư dân thường trú trên đồng bằng phát triển khi việc trồng lúa trở nên phổ biến.
Đến thời Kofun, Osaka đã phát triển thành một cảng trung tâm kết nối khu vực với khu vực phía tây của Nhật Bản. Số lượng lớn các ngôi mộ ngày càng lớn hơn được tìm thấy ở đồng bằng Osaka được coi là bằng chứng của sự tập trung quyền lực chính trị, dẫn đến sự hình thành của một nhà nước.

### Thời Asuka và Nara
Kojiki ghi lại rằng trong năm 390-430 sau Công nguyên có một cung điện hoàng gia ở Osumi, ngày nay là quận Higashiyodogawa, nhưng nó có thể là một nơi ở của hoàng gia thứ cấp hơn là một thủ đô.
In 645, Thiên hoàng Kōtoku xây Cung điện Naniwa Nagara-Toyosaki nơi ngày nay là Osaka và dời đô từ Asuka (tức Nara) về Ōsaka, biến nó thành thủ đô của Nhật Bản. Khu vực hiện nay gồm cả thành phố Ōsaka, vốn có tên gọi là Naniwa (viết là 難波, 浪華 hay 浪花), và hiện nay ở Ōsaka vẫn có một phường tên là Naniwa (浪速) và Namba (難波). Naniwa được Thiên hoàng Temmu thành lập năm 683, trên vùng đất mà bây giờ là phường Hōenzaka thuộc Osaka. Mặc dù thủ đô đã được chuyển lại đến Asuka (tại tỉnh Nara ngày nay) vào năm 655, Naniwa luôn luôn là đường liên kết có tính sống còn, cả trên bộ lẫn dưới biển, giữa Yamato (tỉnh Nara ngày nay), Hàn Quốc và Trung Quốc.
Những nghiên cứu lịch sử cho rằng người Yamato (người Nhật) đã đến cửa sông Yodo lần đầu vào năm 663. Vào thế kỉ thứ 7 và 8, có khi Naniwa là nơi xây cung điện của một vài thiên hoàng. Thành phố này cũng là một trong những hải cảng đầu tiên có sự giao lưu văn hoá và kinh tế với nhà Đường ở Trung Quốc.
Naniwa đã được tuyên bố trở lại thủ đô vào năm 744 theo lệnh của Thiên hoàng Shōmu và duy trì như vậy cho đến năm 745, khi Tòa án Hoàng gia chuyển trở lại Heijō-kyō (nay là Nara). Đến cuối thời Nara, vai trò cảng biển của Naniwa đã dần dần bị xóa nhòa bởi các khu vực lân cận, nhưng nó vẫn là một trung tâm của sông, kênh và giao thông đường bộ giữa Heian-kyō (Kyoto ngày nay) và các điểm đến khác.

### Thời Heian đến Edo
Năm 1496, Phật tử Jodo Shinshu đã thành lập tổng hành dinh, chùa Ishiyama Hongan-ji trên những cung điện Hoàng gia Naniwa cũ đã bị phá huỷ. Năm 1570, Oda Nobunaga bao vây ngôi chùa này vào năm 1570. Các nhà tu hành cuối cùng phải bỏ chùa đi vào năm 1580. Ngôi chùa đã bị Toyotomi Hideyoshi san bằng để lấy chỗ xây lâu đài của mình, thành Ōsaka năm 1583.
Osaka từ lâu đã được coi là trung tâm kinh tế chính của Nhật Bản, với tỷ lệ lớn dân số thuộc tầng lớp thương gia (xem Bốn tầng lớp của xã hội). Trong suốt thời Edo (1603-1867), Osaka đã phát triển thành một trong những thành phố lớn của Nhật Bản và trở lại vai trò như một hải cảng sống quan trọng. Văn hóa phổ biến của nó có liên quan chặt chẽ với ukiyo-e 'trong thời Edo. Đến năm 1780, việc phát triển song song với nền văn hoá đô thị của Kyōto và Edo, Osaka cũng có những nhà sản xuất bunraku và kabuki đặc trưng, và một cộng đồng nghệ thuật sống. Vào năm 1837, Ōshio Heihachirō, một cấp bậc thấp samurai, đã dẫn đầu một cuộc nổi dậy của nông dân để đáp lại sự không sẵn lòng của thành phố trong việc hỗ trợ nhiều gia đình nghèo và đau khổ trong khu vực. Khoảng một phần tư của thành phố đã bị san bằng trước khi các quan chức của tướng quân dập tắt cuộc nổi loạn, sau đó Ōshio tự sát. Osaka được chính phủ của Bakufu mở cửa ngoại thương chung với Hyōgo (hiện tại là Kobe) vào ngày 1 tháng 1 năm 1868, ngay trước khi Chiến tranh Boshin và Minh Trị Duy tân xảy ra.
Không có tài liệu rõ ràng về việc cái tên Ōsaka thay thế tên Naniwa, nhưng những tài liệu viết tay cũ nhất có xuất hiện cái tên này, khoảng những năm 1496, được tìm thấy trong chùa Ishiyama Hongan-ji. Lúc đó, tên này được phát âm là Ōzaka. Dần dần, âm "z" phát âm nhẹ dần, đồng thời âm "o" (ō) dài cũng phát âm ngắn đi.
Cư dân Osaka đã rập khuôn trong văn học Edo từ khoảng vào thế kỷ 18. Jippensha Ikku vào năm 1802 miêu tả người Osaka là keo kiệt. Năm 1809, thuật ngữ xúc phạm "Kamigata zeeroku" được cư dân Edo sử dụng để mô tả cư dân của khu vực Osaka về thói tính toán, sự sắc sảo, thiếu tinh thần công dân và sự thô tục của phương ngữ Osaka. Các nhà văn Edo đã xem "zeeroku" là những người học việc ngoan cố, keo kiệt, tham lam, háu ăn và dâm dục. Ở một mức độ nào đó, cư dân Osaka vẫn bị các nhà quan sát Tokyo kỳ thị theo cách tương tự như ngày nay, đặc biệt là về sự háu ăn, được chứng minh trong cụm từ, "Cư dân Osaka ăn cho đến khi họ ngán" (大阪は食倒れ "Ōsaka wa kuidaore").

### Thế kỷ XIX đến nay

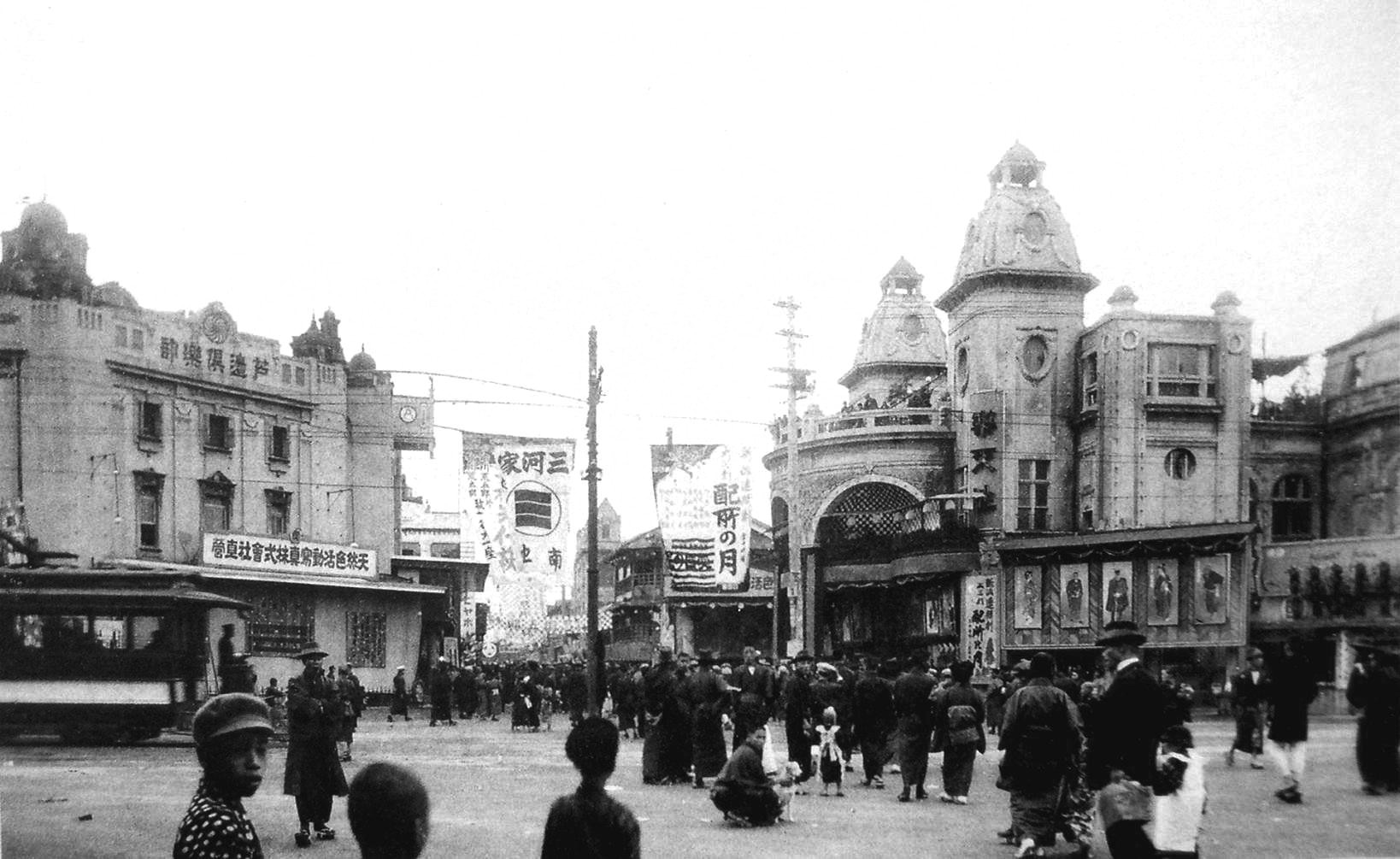
Khu vực Sennichimae năm 1916

Đô thị quốc gia được thành lập vào năm 1889 theo pháp lệnh chính phủ, với diện tích ban đầu là 15 km², ngày nay thuộc quận Chūō và Nishi. Sau đó, thành phố đã trải qua ba lần mở rộng lớn để đạt được quy mô hiện tại là 223 km². Osaka là trung tâm công nghiệp của chủ nghĩa tư bản ở Nhật Bản. Nó được biết đến như là "Manchester phương Đông".
Sự công nghiệp hóa nhanh chóng đã thu hút nhiều người nhập cư Hàn Quốc. Hệ thống chính trị đa nguyên với sự tập trung vào việc thúc đẩy công nghiệp hóa và hiện đại hóa. Tỷ lệ biết chữ cao và hệ thống giáo dục tăng cao, tạo ra một tầng lớp trung lưu có sở thích về văn học và sẵn sàng hỗ trợ nghệ thuật. Năm 1927, General Motors vận hành một nhà máy gọi là Osaka Assembly cho đến năm 1941, sản xuất xe Chevrolet, Pontiac, Oldsmobile và Buick, được vận hành và có các nhân viên Nhật Bản. Tại thành phố gần đó Ikeda ở tỉnh Osaka là văn phòng trụ sở của Daihatsu, một trong những nhà sản xuất ô tô lâu đời nhất của Nhật Bản.
Giống như châu Âu và châu Mỹ, Osaka có các khu ổ chuột cùng thất nghiệp và nghèo đói. Tại Nhật Bản, chính quyền thành phố lần đầu tiên giới thiệu một hệ thống xóa đói giảm nghèo toàn diện, được sao chép một phần từ các mô hình của Anh. Các nhà hoạch định chính sách Osaka nhấn mạnh tầm quan trọng của việc ban hành và hỗ trợ lẫn nhau là cách tốt nhất để chống lại nghèo đói. Điều này giảm thiểu chi phí của các chương trình phúc lợi.
Trong Thế chiến II, Osaka bị oanh tạc vào năm 1945 bởi Không quân Quân đội Hoa Kỳ như một phần chương trình không kích vào Nhật Bản. Vào ngày 13 tháng 3 năm 1945, tổng cộng có 329 máy bay ném bom hạng nặng Boeing B-29 Superfortress đã tham gia cuộc đột kích trên không vào Osaka. Theo một tù nhân chiến tranh người Mỹ bị giam trong thành phố, cuộc không kích gần như cả đêm và phá hủy 65 km² diện tích thành phố. Hoa Kỳ đã ném bom thành phố một lần nữa vào tháng 6 năm 1945 và một lần nữa vào ngày 14 tháng 8, một ngày trước khi Nhật Bản đầu hàng.
Chính phủ đã ra sắc lệnh công nhận Ōsaka là đô thị cấp quốc gia vào ngày 1 tháng 9 năm 1956.

## Địa lý

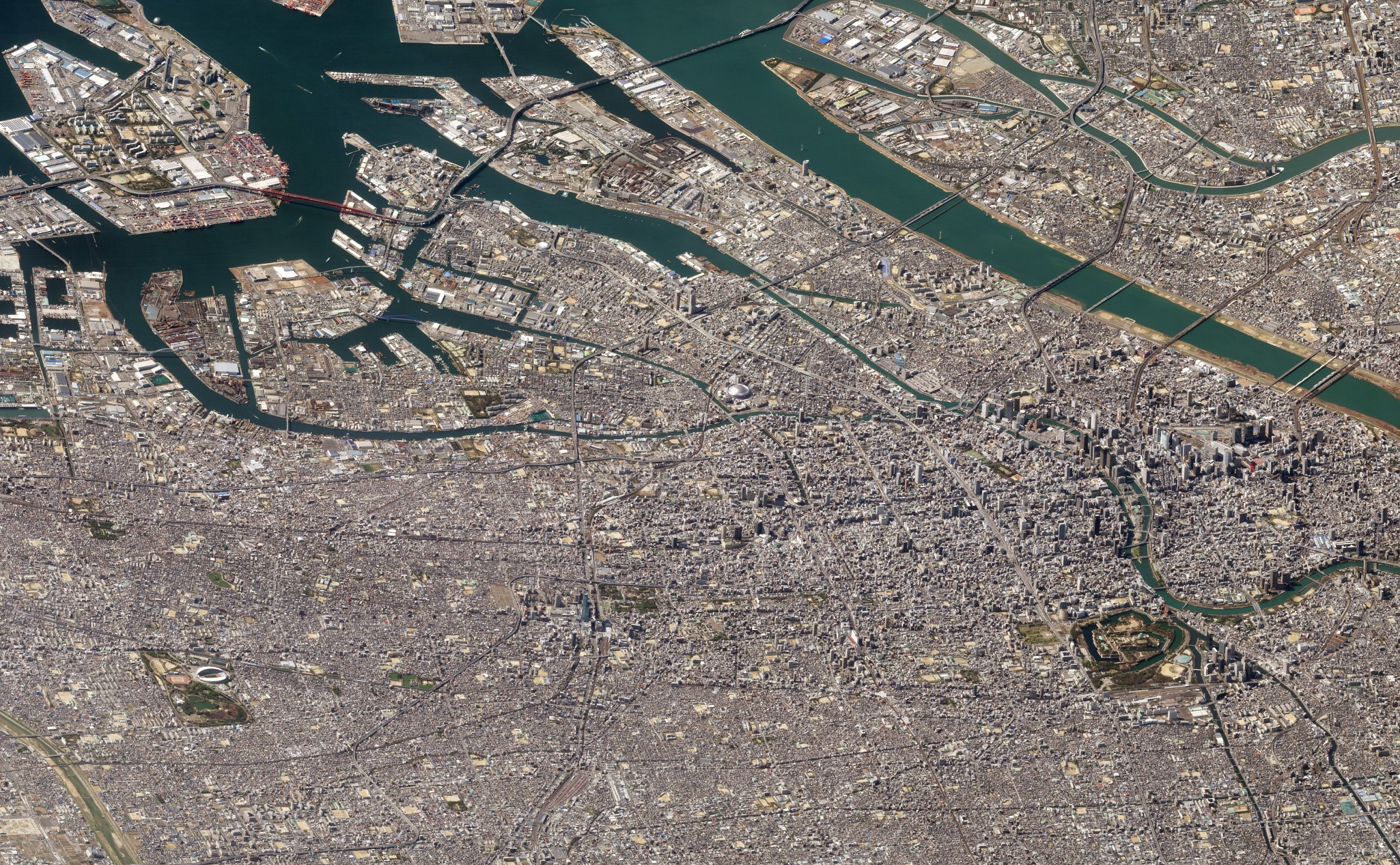
Osaka nhìn từ vệ tinh

Phía tây của thành phố giáp vịnh Osaka và hoàn toàn bị bao bởi hơn mười thành phố vệ tinh, tất cả đều ở tỉnh Ōsaka. Thành phố chiếm diện tích lớn hơn (khoảng 13%) so với bất kỳ thành phố hoặc làng nào khác trong tỉnh Osaka. Khi thành phố được thành lập vào năm 1889, nó chiếm khoảng diện tích ngày nay là các phường Chuo và Nishi, chỉ 15,27 km² rồi cuối cùng ngày nay mở rộng ra thành 222,30 km², trong đó lớn nhất là lần mở rộng 126,01 km² vào năm 1925. Điểm cao nhất của Osaka là ở Tsurumi-ku cao 37,5 mét và điểm thấp nhất là ở Nishiyodogawa-ku thấp so với mực nước biển -2,2 mét.

### Khí hậu
Osaka nằm trong khu vực khí hậu cận nhiệt đới ẩm (Köppen Cfa), với bốn mùa rõ rệt. Mùa đông thường ôn hòa, với tháng giêng là tháng lạnh nhất có nhiệt độ trung bình là 9,3 °C. Thành phố hiếm khi thấy tuyết rơi trong mùa đông. Mùa xuân ở Osaka bắt đầu ôn hòa, nhưng cuối cùng lại nóng và ẩm. Nó cũng có xu hướng là mùa ẩm ướt nhất của Osaka, với tsuyu (梅雨 tsuyu, "mưa xuân") - xảy ra từ đầu tháng 6 tới cuối tháng 7. Mùa hè rất nóng và ẩm ướt. Vào tháng 8, tháng nóng nhất, nhiệt độ cao trung bình hàng ngày đạt 33,5 °C, trong khi nhiệt độ thấp vào ban đêm trung bình thường dao động khoảng 25,5 °C. Mùa thu ở Osaka chứng kiến một xu hướng mát mẻ, với phần đầu của mùa giống với mùa hè trong khi phần sau của mùa thu giống với mùa đông. Lượng mưa rất nhiều, với mùa đông là mùa ít mưa nhất, trong khi lượng mưa hàng tháng đạt đỉnh vào tháng 6 với mùa mưa "tsuyu", thường kết thúc vào giữa đến cuối tháng 7. Từ cuối tháng 7 đến hết tháng 8, nhiệt độ và độ ẩm của mùa hè và lượng mưa giảm đi một chút. Osaka trải qua một đợt mưa thứ hai vào tháng 9 và đầu tháng 10, khi các xoáy thuận nhiệt đới, bao gồm cả bão xuấ hiện đến từ phía nam hoặc tây nam.
| Dữ liệu khí hậu của Osaka, Osaka (1981-2010) | Dữ liệu khí hậu của Osaka, Osaka (1981-2010) | Dữ liệu khí hậu của Osaka, Osaka (1981-2010) | Dữ liệu khí hậu của Osaka, Osaka (1981-2010) | Dữ liệu khí hậu của Osaka, Osaka (1981-2010) | Dữ liệu khí hậu của Osaka, Osaka (1981-2010) | Dữ liệu khí hậu của Osaka, Osaka (1981-2010) | Dữ liệu khí hậu của Osaka, Osaka (1981-2010) | Dữ liệu khí hậu của Osaka, Osaka (1981-2010) | Dữ liệu khí hậu của Osaka, Osaka (1981-2010) | Dữ liệu khí hậu của Osaka, Osaka (1981-2010) | Dữ liệu khí hậu của Osaka, Osaka (1981-2010) | Dữ liệu khí hậu của Osaka, Osaka (1981-2010) | Dữ liệu khí hậu của Osaka, Osaka (1981-2010) |
| Tháng                                        | 1                                            | 2                                            | 3                                            | 4                                            | 5                                            | 6                                            | 7                                            | 8                                            | 9                                            | 10                                           | 11                                           | 12                                           | Năm                                          |
| -------------------------------------------- | -------------------------------------------- | -------------------------------------------- | -------------------------------------------- | -------------------------------------------- | -------------------------------------------- | -------------------------------------------- | -------------------------------------------- | -------------------------------------------- | -------------------------------------------- | -------------------------------------------- | -------------------------------------------- | -------------------------------------------- | -------------------------------------------- |
| Cao kỉ lục °C (°F)                           | 19.0 (66.2)                                  | 23.7 (74.7)                                  | 24.2 (75.6)                                  | 30.7 (87.3)                                  | 32.7 (90.9)                                  | 36.1 (97.0)                                  | 38.0 (100.4)                                 | 39.1 (102.4)                                 | 36.2 (97.2)                                  | 32.9 (91.2)                                  | 27.2 (81.0)                                  | 23.6 (74.5)                                  | 39.1 (102.4)                                 |
| Trung bình ngày tối đa °C (°F)               | 9.5 (49.1)                                   | 10.2 (50.4)                                  | 13.7 (56.7)                                  | 19.9 (67.8)                                  | 24.5 (76.1)                                  | 27.8 (82.0)                                  | 31.6 (88.9)                                  | 33.4 (92.1)                                  | 29.3 (84.7)                                  | 23.3 (73.9)                                  | 17.6 (63.7)                                  | 12.3 (54.1)                                  | 21.1 (70.0)                                  |
| Trung bình ngày °C (°F)                      | 6.0 (42.8)                                   | 6.3 (43.3)                                   | 9.4 (48.9)                                   | 15.1 (59.2)                                  | 19.7 (67.5)                                  | 23.5 (74.3)                                  | 27.4 (81.3)                                  | 28.8 (83.8)                                  | 25.0 (77.0)                                  | 19.0 (66.2)                                  | 13.6 (56.5)                                  | 8.6 (47.5)                                   | 16.9 (62.4)                                  |
| Tối thiểu trung bình ngày °C (°F)            | 2.8 (37.0)                                   | 2.9 (37.2)                                   | 5.6 (42.1)                                   | 10.7 (51.3)                                  | 15.6 (60.1)                                  | 20.0 (68.0)                                  | 24.3 (75.7)                                  | 25.4 (77.7)                                  | 21.7 (71.1)                                  | 15.5 (59.9)                                  | 9.9 (49.8)                                   | 5.1 (41.2)                                   | 13.3 (55.9)                                  |
| Thấp kỉ lục °C (°F)                          | −7.5 (18.5)                                  | −6.5 (20.3)                                  | −5.2 (22.6)                                  | −2.6 (27.3)                                  | 3.5 (38.3)                                   | 8.9 (48.0)                                   | 14.8 (58.6)                                  | 13.6 (56.5)                                  | 10.4 (50.7)                                  | 3.0 (37.4)                                   | −2.2 (28.0)                                  | −4.5 (23.9)                                  | −7.5 (18.5)                                  |
| Lượng Giáng thủy trung bình mm (inches)      | 45.4 (1.79)                                  | 61.7 (2.43)                                  | 104.2 (4.10)                                 | 103.8 (4.09)                                 | 145.5 (5.73)                                 | 184.5 (7.26)                                 | 157.0 (6.18)                                 | 90.9 (3.58)                                  | 160.7 (6.33)                                 | 112.3 (4.42)                                 | 69.3 (2.73)                                  | 43.8 (1.72)                                  | 1.279 (50.35)                                |
| Lượng tuyết rơi trung bình cm (inches)       | 1 (0.4)                                      | 1 (0.4)                                      | 0 (0)                                        | 0 (0)                                        | 0 (0)                                        | 0 (0)                                        | 0 (0)                                        | 0 (0)                                        | 0 (0)                                        | 0 (0)                                        | 0 (0)                                        | 1 (0.4)                                      | 3 (1.2)                                      |
| Số ngày giáng thủy trung bình (≥ 0.5 mm)     | 6.6                                          | 7.2                                          | 11.3                                         | 10.0                                         | 11.0                                         | 12.2                                         | 11.1                                         | 7.6                                          | 10.3                                         | 8.7                                          | 7.2                                          | 6.5                                          | 109.8                                        |
| Số ngày tuyết rơi trung bình                 | 5.0                                          | 6.3                                          | 2.3                                          | 0.0                                          | 0.0                                          | 0.0                                          | 0.0                                          | 0.0                                          | 0.0                                          | 0.0                                          | 0.0                                          | 1.9                                          | 15.5                                         |
| Độ ẩm tương đối trung bình (%)               | 61                                           | 60                                           | 59                                           | 59                                           | 62                                           | 68                                           | 70                                           | 66                                           | 67                                           | 65                                           | 64                                           | 62                                           | 64                                           |
| Số giờ nắng trung bình tháng                 | 142.6                                        | 135.4                                        | 159.5                                        | 188.6                                        | 194.3                                        | 156.2                                        | 182.1                                        | 216.9                                        | 156.7                                        | 163.9                                        | 148.5                                        | 151.6                                        | 1.996,4                                      |
| Nguồn: Cơ quan Khí tượng Nhật Bản            |                                              |                                              |                                              |                                              |                                              |                                              |                                              |                                              |                                              |                                              |                                              |                                              |                                              |

## Cảnh quan thành phố
Cảnh quan thành phố rộng lớn của Osaka đã được mô tả là "chỉ chưa bằng Tokyo do điển hình của hiện tượng đô thị ở Nhật Bản".

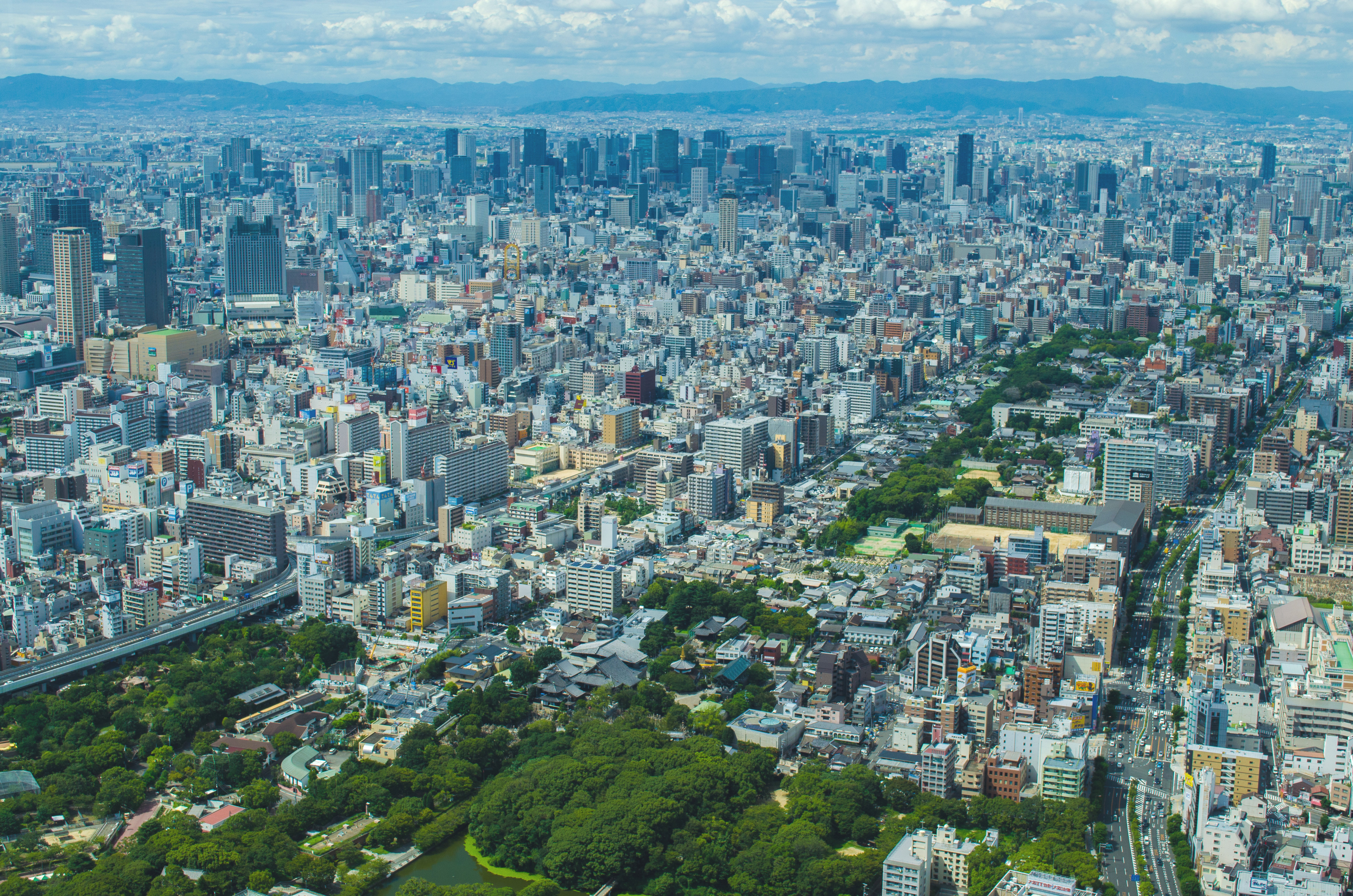
Trung tâm Osaka nhìn về phía bắc từ đài quan sát Abeno Harukas

### Các khu dân cư

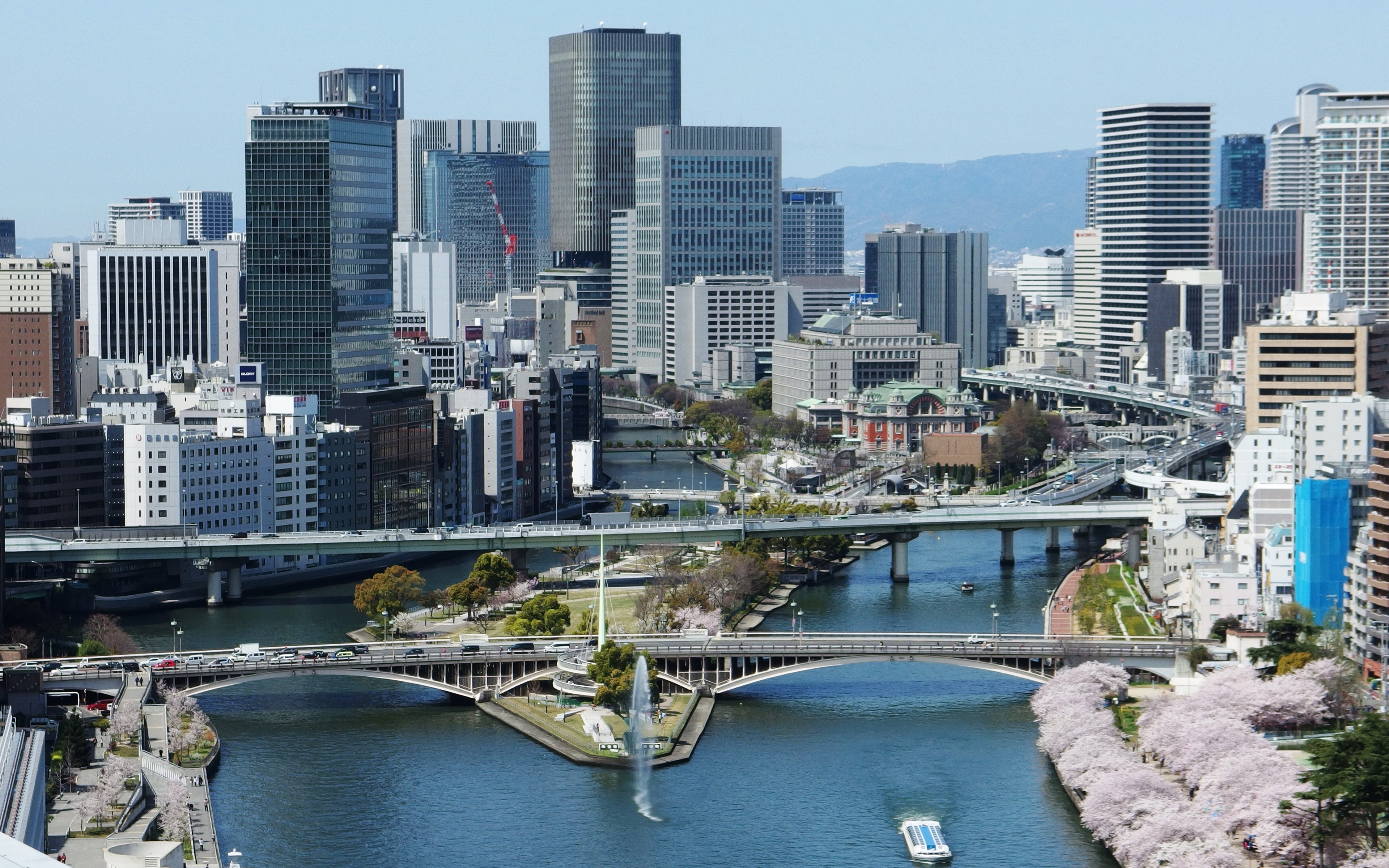
Nakanoshima, ranh giới của Kita (phải) và Semba (trái)

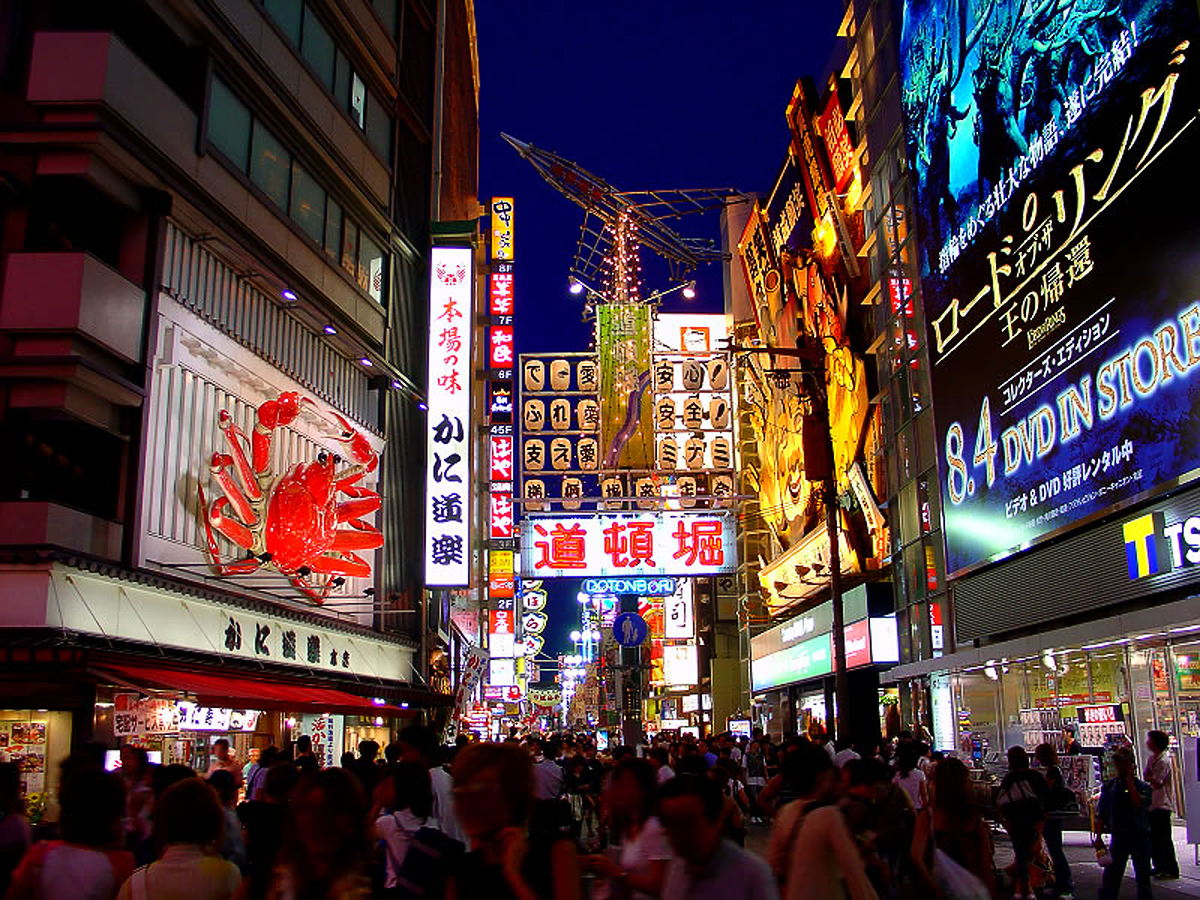
Đám đông ở Dōtonbori

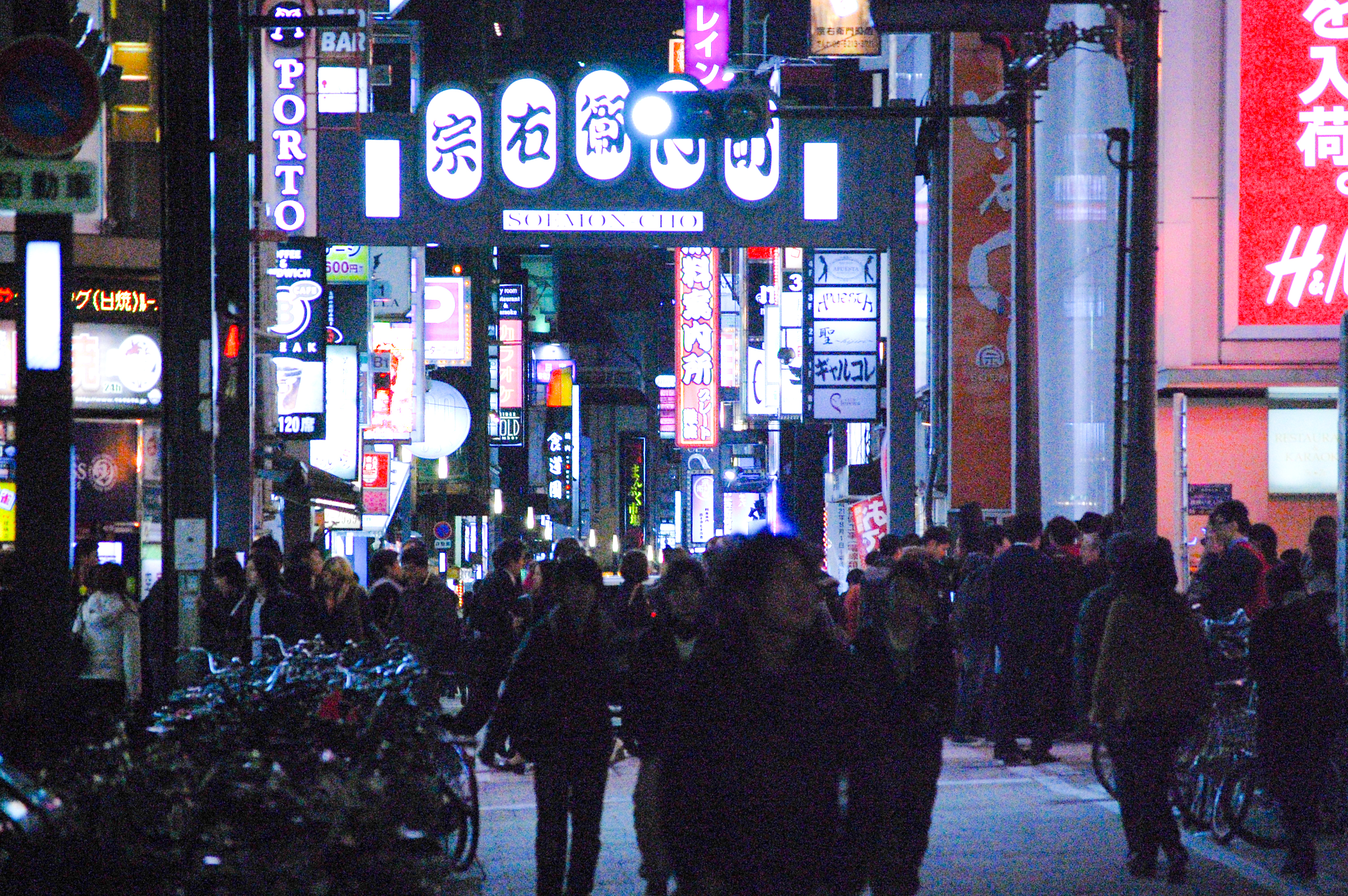
Soemoncho ở Minami

Trung tâm Osaka được chia thành khu kinh doanh và khu thượng lưu được gọi là Kita (北  "bắc") và Minami (南  "nam").
Kita gồm khu Umeda và các khu vực lân cận, một trung tâm kinh doanh và bán lẻ lớn cùng Ga Ōsaka và một mạng lưới mua sắm lớn dưới mặt đất. Kita và Nakanoshima gần đó có các tòa nhà chọc trời.
Minami, mặc dù có nghĩa là "phía nam", về cơ bản là ở phường Chūō (中央区 Chūō-ku) và về mặt địa lý nó ở trung tâm thành phố. Các khu nổi tiếng ở đây bao gồm các khu vực mua sắm Namba và Shinsaibashi, khu giải trí Dōtonbori, Nipponbashi, cũng như các khu vực văn hóa, nghệ thuật và thời trang như Amerikamura và Horie.
Các khu kinh doanh giữa Kita và Minami như Honmachi và Yodoyabashi, được gọi là Semba (船場), nơi trụ sở khu vực của nhiều ngân hàng và tập đoàn quy mô lớn. Đại lộ Midōsuji chạy qua Semba và kết nối Kita và Minami.
Xa hơn về phía nam của Minami là các khu phố như Shinsekai (với tòa tháp Tsūtenkaku), Tennoji và Abeno (với Sở thú Tennoji, Shitennō-ji và Abeno Harukas) và khu ổ chuột Kamagasaki, khu ổ chuột lớn nhất ở Nhật Bản.
Phía tây của thành phố là vịnh Osaka nổi bật đóng vai trò là cảng chính cũng như một địa điểm du lịch với các điểm tham quan như Kyocera Dome, Universal Studios Japan và Làng cảng Tempozan. Đông Osaka được phân vùng thành một thành phố riêng biệt, mặc dù phía đông của thành phố Osaka có rất nhiều khu bao gồm Tsuruhashi (Thị trấn Hàn Quốc), cũng như Công viên lâu đài Osaka, Khu thương mại Osaka và trung tâm Ga Kyōbashi.
Osaka có nhiều kênh và cầu, nhiều trong số đó đóng vai trò là tên gọi cho các khu vực lân cận. Cụm từ "808 cây cầu của Naniwa" là một thành ngữ ở Nhật Bản cũ được sử dụng để chỉ sự ấn tượng và "không thể đếm được". Osaka có khoảng 200 cây cầu vào thời Edo và 1629 cây cầu vào năm 1925. Khi nhiều kênh đào của thành phố dần dần được lấp đầy, con số này giảm xuống còn 872, trong đó có 760 cây cầu hiện đang được quản lý bởi Thành phố Osaka.

### Quận
Osaka có 24 quận (区 ku):
| Bản đồ Osaka           | Bản đồ Osaka                   | Bản đồ Osaka |
| ---------------------- | ------------------------------ | ------------ |
| A map of Osaka's Wards |                                |              |
|                        | Tên quận                       |              |
| Rōmaji                 | Kanji                          |              |
| 1                      | Abeno-ku                       | 阿倍野区     |
| 2                      | Asahi-ku                       | 旭区         |
| 3                      | Chūō-ku                        | 中央区       |
| 4                      | Fukushima-ku                   | 福島区       |
| 5                      | Higashinari-ku                 | 東成区       |
| 6                      | Higashisumiyoshi-ku            | 東住吉区     |
| 7                      | Higashiyodogawa-ku             | 東淀川区     |
| 8                      | Hirano-ku                      | 平野区       |
| 9                      | Ikuno-ku                       | 生野区       |
| 10                     | Jōtō-ku                        | 城東区       |
| 11                     | Kita-ku (trung tâm hành chính) | 北区         |
| 12                     | Konohana-ku                    | 此花区       |
| 13                     | Minato-ku                      | 港区         |
| 14                     | Miyakojima-ku                  | 都島区       |
| 15                     | Naniwa-ku                      | 浪速区       |
| 16                     | Nishi-ku                       | 西区         |
| 17                     | Nishinari-ku                   | 西成区       |
| 18                     | Nishiyodogawa-ku               | 西淀川区     |
| 19                     | Suminoe-ku                     | 住之江区     |
| 20                     | Sumiyoshi-ku                   | 住吉区       |
| 21                     | Taishō-ku                      | 大正区       |
| 22                     | Tennōji-ku                     | 天王寺区     |
| 23                     | Tsurumi-ku                     | 鶴見区       |
| 24                     | Yodogawa-ku                    | 淀川区       |

## Những điểm tham quan
Trung tâm Ōsaka được chia làm 2 khu: khu phía bắc Kita (北) và phía nam Minami (南). Một khu lẻ Umeda (梅田 –Mai Điền) nằm ở Kita, với khu giải trí quanh cầu Dotonbori, Công viên tam giác và Amerikamura ("làng Mỹ") ở Minami. Minami cũng là quê hương của cây cầu Shinsaibashi (心斎橋) và khu mua sắm Ebisubashi. Khu thương mại trung tâm, bao gồm toà án và ngân hàng, nằm ở vùng Yodoyabashi và Honmachi (本町), giữa Kita và Minami. Khu này cũng có ga cuối, ví dụ như ga Tennoji (天王寺駅) và ga Kyobashi (京橋駅).
Ōsaka nổi tiếng với bunraku (nhà hát rối cổ truyền), nhà hát kịch kabuki, và manzai, một hình thức hiện đại của kịch hài đứng. Những điểm thu hút du khách còn có:

### Kaiyukan
Kaiyukan (海遊館, Hải Du quán) là một thủy cung trong vịnh Ōsaka, có 35.000 loài sống dưới nước trong 14 bể lớn. Bể lớn nhất trong số đó cũng là bể lớn nhất thế giới, chứa 5.400 tấn nước và là nhà của nhiều sinh vật biển khác nhau kể cả cá voi và cá mập.

### Các địa điểm đáng chú ý
- Quận Shinsekai và Tsūtenkaku
- Bảo tàng thành phố Ōsaka
- Công viên Nakanoshima
- Bảo tàng đồ sứ phương Đông – thành phố Ōsaka
- Bảo tàng khoa học Ōsaka
- Thư viện công cộng Nakanoshima
- Quảng trường trung tâm Ōsaka
- Bảo tàng đồ sứ và đồ gốm: thành lập năm 1982. Có 2.000 mảnh gốm ở đây, trong đó có cái là tài sản quốc gia. Ở đây cũng có một phòng trưng bày thiên nhiên chuyên về gốm sứ xanh ngọc Hàn Quốc.
- Khu làng Hoa Kỳ (American Village)
- Bảo tàng Hài kịch Kamigata và nghệ thuật biểu diễn tỉnh Ōsaka
- Công viên Tennoji
- Sở thú Tennoji
- Bảo tàng nghệ thuật quốc gia, Ōsaka
- Đền Shitenno
- Công viên Sumiyoshi
- Điện thờ Sumiyoshi Taisha
- Trung tâm thương mại châu Á-Thái Bình Dương
- Toà nhà WTC Osaka
- Nơi sinh của Hiromitsu Ishida
- Thị trấn Den Den
- Mái vòm Osaka
- Bảo tàng dân tộc học quốc gia (Minpaku)
- Bảo tàng nhà nông nghiệp ở công viên Hattori Ryokuchi

## Giao thông
Sân bay quốc tế Kansai là sân bay chính: nó nằm trên một hòn đảo nhân tạo hình chữ nhật ngoài khơi vịnh Osaka, phục vụ cho Osaka và các thành phố vệ tinh như Nara, Kobe và Kyoto. Sân bay có kết nối với trung tâm thành phố và ngoại ô.
Sân bay quốc tế Osaka ở Itami và Toyonaka vẫn là nơi đến của phần lớn các chuyến bay nội địa từ các miền khác.
Bên cạnh hệ thống đường tàu điện ngầm của thành phố Osaka, còn có mạng lưới của JR và những đường tàu tư nhân, để đi từ Osaka đến các tỉnh láng giềng. Đường tàu Keihan và Hankyu đi tới Kyoto, Hanshin và Hankyu đi tới Kobe, đường Kintetsu đi đến Nara và Nagoya, và đường Nankai để tới Wakayama.

## Dân số
Theo điều tra dân số năm 2005, có 2.628.811 cư dân ở Osaka, tăng 30.037 hay 1,2% so với năm 2000. Có 1.280.325 hộ gia đình với khoảng 2,1 người mỗi hộ. Mật độ dân số là 11.836 người trên mỗi km². Đại động đất Kantō đã gây ra một cuộc di cư lớn đến Osaka trong khoảng thời gian từ 1920 đến 1930 và thành phố trở thành thành phố lớn nhất của Nhật Bản vào năm 1930 với 2.453.573 người, đông hơn cả Tokyo, với dân số 2.070.913 người. Dân số đạt đỉnh ở mức 3.252.340 vào năm 1940 và có mức cao nhất sau chiến tranh là 3.156.222 vào năm 1965, nhưng vẫn tiếp tục giảm kể từ khi cư dân chuyển ra ngoại ô.
Có 99.775,5 người nước ngoài sinh sống hợp pháp, hai nhóm lớn nhất là Hàn Quốc (71.015) và Trung Quốc (11.848). Ikuno, với quận Tsuruhashi, là nơi cư trú của một trong những cư dân Hàn Quốc lớn nhất tại Nhật Bản, với 27.466 người sinh sống hợp pháp được gọi là Zainichi Hàn Quốc.

### Phương ngữ
Phương ngữ thường được nói đến của khu vực này là Osaka-ben, một phương ngữ phụ điển hình của Kansai-ben. Trong số nhiều đặc điểm khác đặc trưng cho Osaka-ben, các ví dụ bao gồm sử dụng từ nối ya thay vì da và hậu tố -hen thay vì -nai trong động từ phủ định.

## Chính trị
Hội đồng Thành phố Osaka là chính quyền địa phương của thành phố được thành lập theo Luật tự trị địa phương. Hội đồng có 89 ghế, được phân bổ cho hai mươi bốn quận tỷ lệ với dân số và được bầu lại bởi công dân cứ sau mỗi bốn năm. Hội đồng bầu Chủ tịch và Phó Chủ tịch. Toshifumi Tagaya (LDP) là Chủ tịch hiện tại và là chủ tịch thứ 104 kể từ tháng 5 năm 2008. Thị trưởng thành phố được bầu chọn trực tiếp bởi công dân bốn năm một lần, theo Luật tự trị địa phương. Tōru Hashimoto, cựu thống đốc của Ōsaka là thị trưởng thứ 19 của Osaka kể từ năm 2011. Thị trưởng được hỗ trợ bởi hai Phó Thị trưởng, hiện là Akira Morishita và Takashi Kashiwagi, người được ông ta bổ nhiệm theo luật lệ thành phố.
Osaka cũng có một số cơ quan của Chính phủ Nhật Bản. Dưới đây là danh sách các Văn phòng Chính phủ được đặt tại Osaka.
| - Lực lượng Bảo vệ bờ biển Nhật Bản, Trụ sở khu vực thứ năm - Ủy ban thương mại công bằng Nhật Bản; Văn phòng ở Kinki, Chugoku, Shikoku - Phòng tài chính khu vực Kinki - Phòng kinh tế, thương mại và công nghiệp khu vực Kinki - Cục giao thông khu vực Kinki - Cục truyền thông Kinki - Cục phát triển khu vực Kinki - Cục cảnh sát khu vực Kinki - Bộ Ngoại giao, Văn phòng Osaka - Hải quan Osaka - Tòa án Osaka | - Tòa án gia đình Osaka - Tòa án tối cao Osaka - Cơ quan Di trú Osaka - Cục Lao động Osaka - Đài quan sát khí tượng Osaka - Văn phòng công tố viên Osaka - Cục hàng không vũ trụ khu vực Osaka - Văn phòng luật sư khu vực Osaka - Cục thuế khu vực Osaka - Tòa phân xử Osaka |

Vào tháng 7 năm 2012, một dự luật đa đảng đã được đệ trình lên Nghị viện cho phép thực hiện kế hoạch đô thị Osaka theo kế hoạch của thị trưởng thành phố Osaka, thống đốc Osaka và đảng của họ. Nếu được thực hiện, thành phố Osaka, Sakai lân cận và có thể các thành phố lân cận khác sẽ giải thể và được tổ chức lại thành bốn quận đặc biệt của tỉnh Osaka - tương tự như thành phố Tokyo trong tỉnh Tokyo. Các phường đặc biệt là các đơn vị hành chính cấp thành phố để lại một số trách nhiệm hành chính và doanh thu khác cho chính quyền tỉnh. Vào tháng 12 năm 2018, thị trưởng và thống đốc Osaka có thể từ chức để buộc một cuộc trưng cầu dân ý về kế hoạch của thành phố trùng với cuộc bầu cử cho các vị trí đó vào mùa xuân năm 2019.
Vào tháng 10 năm 2018, thành phố Osaka chính thức kết thúc mối quan hệ thành phố kết nghĩa với San Francisco của Mỹ sau các vấn đề bất hòa về đài tưởng niệm "comfort women", trong một lá thư dài 10 trang, 3.800 từ tiếng Anh gửi đến thị trưởng San Francisco London Breed.

## Chính trị liên quan đến việc sử dụng năng lượng hạt nhân
Vào ngày 27 tháng 2 năm 2012, ba thành phố Kansai, Kyoto, Osaka và Kobe, đã cùng yêu cầu Công ty Điện lực Kansai phá vỡ sự phụ thuộc vào năng lượng hạt nhân. Trong một lá thư gửi KEPCO, họ cũng yêu cầu tiết lộ thông tin về nhu cầu và cung cấp điện và với giá thấp hơn và ổn định. Ba thành phố là cổ đông của nhà máy: Osaka sở hữu 9% cổ phần, trong khi Kobe có 3% và Kyoto 0,45%. Toru Hashimoto, thị trưởng thành phố Osaka, đã công bố đề xuất giảm thiểu sự phụ thuộc vào năng lượng hạt nhân trong cuộc họp cổ đông vào tháng 6 năm 2012.
Vào ngày 18 tháng 3 năm 2012, thành phố Osaka đã quyết định là cổ đông lớn nhất của Công ty Điện lực Kansai, rằng tại cuộc họp cổ đông tiếp theo vào tháng 6 năm 2012, nó sẽ yêu cầu một loạt thay đổi:
- rằng Kansai Electric sẽ được tách thành hai công ty, tách nguồn phát điện khỏi truyền tải điện
- giảm số lượng giám đốc điều hành và nhân viên.
- việc thực hiện các phép đo tuyệt đối an toàn để đảm bảo an toàn cho các cơ sở hạt nhân.
- việc xử lý nhiên liệu đã qua sử dụng.
- lắp đặt loại phát điện nhiệt mới để đảm bảo cung cấp năng lượng phi hạt nhân.
- bán tất cả các tài sản không cần thiết bao gồm cả cổ phiếu của KEPCO.

Trong hành động này, Osaka đã bảo đảm sự hỗ trợ của hai thành phố và cổ đông khác: Kyoto và Kobe, nhưng với quyền biểu quyết kết hợp là 12,5%, họ không chắc chắn về kết quả cuối cùng, bởi vì hai phần ba các cổ đông đồng ý thì mới sửa đổi được điều lệ công ty.
Tại một cuộc họp được tổ chức vào ngày 10 tháng 4 năm 2012 bởi "hội đồng chiến lược năng lượng", được thành lập bởi thành phố Osaka và chính quyền các quận, vào cuối năm tài chính 2011, khoảng 69 nhân viên của Công ty Điện lực Kansai đã từng là công chức. "Amakudari" là tên tiếng Nhật của hoạt động khen thưởng này bằng cách thuê các quan chức trước đây kiểm soát và giám sát công ty. Những người như vậy bao gồm:
- 13 cựu quan chức của: Bộ Đất đai, Cơ sở hạ tầng, Giao thông và Du lịch
- 3 cựu quan chức của Bộ Kinh tế, Thương mại và Công nghiệp,
- 2 cựu quan chức của Bộ Môi trường,
- 16 cựu cảnh sát,
- 10 cựu lính cứu hỏa,
- 13 cựu kỹ sư xây dựng.

Bên cạnh đó, người ta biết rằng Kansai Electric đã thực hiện khoảng 600 khoản tài trợ bên ngoài, với tổng số tiền khoảng 1,695 tỷ yên:
- 70 đóng góp đã được trả cho chính quyền địa phương: với tổng số 699 triệu yên
- 100 đóng góp cho các tổ chức dịch vụ công cộng: 443 triệu yên,
- 430 đóng góp cho các tổ chức và cơ sở khác nhau: tổng cộng 553 triệu yên

Trong cuộc họp này, 8 điều kiện đã được biên soạn, cần phải hoàn thành trước khi khởi động lại lò phản ứng số 3 và số 4 Nhà máy điện hạt nhân Oi:
- sự đồng ý của người dân và chính quyền địa phương trong vòng 100 km từ nhà máy
- lập một cơ quan quản lý độc lập mới
- thỏa thuận an toàn hạt nhân
- thiết lập các tiêu chuẩn an toàn hạt nhân mới
- kiểm tra và đánh giá nghiêm ngặt dựa trên các quy tắc an toàn mới này[44]

## Kinh tế

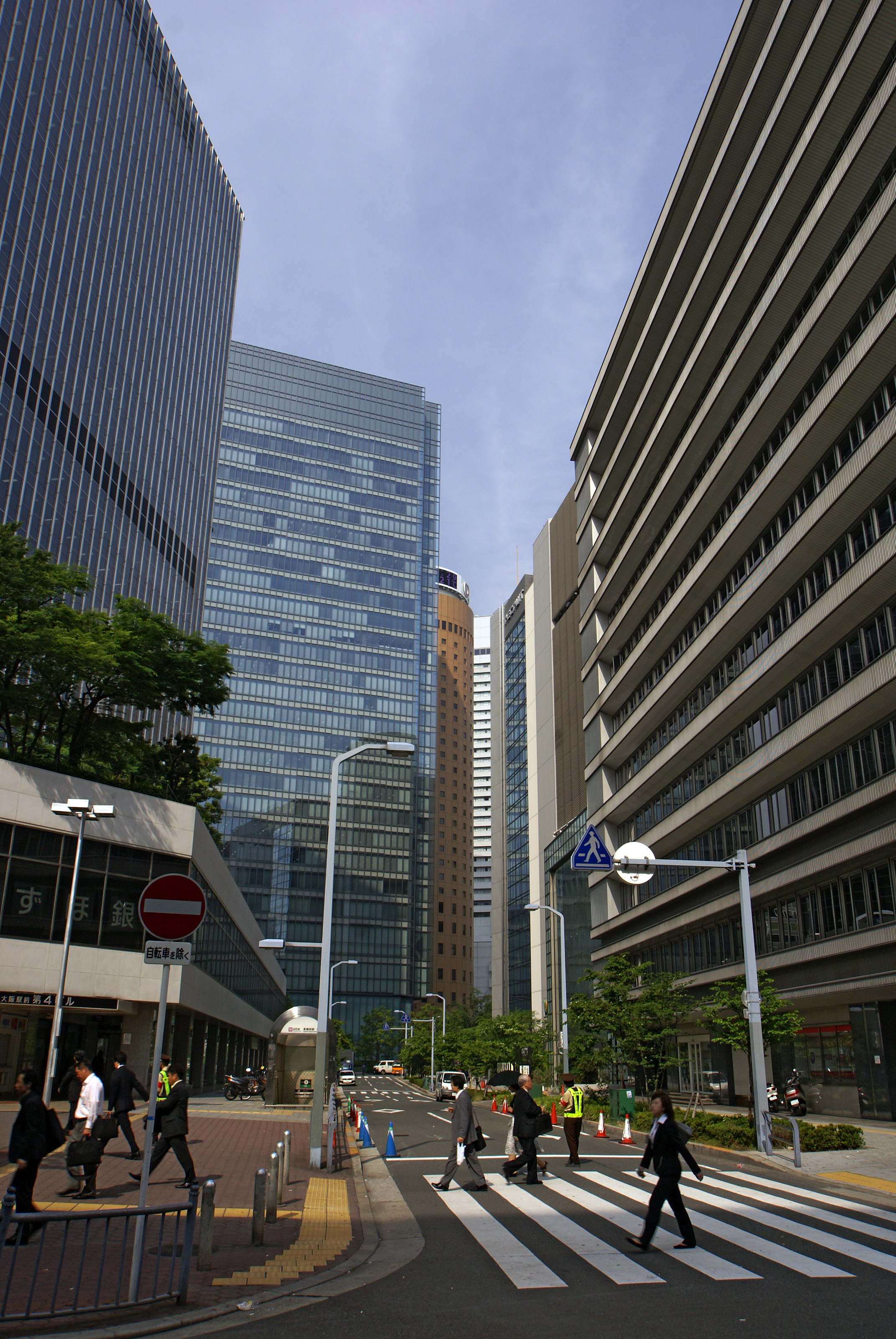
Đại Osaka

Tổng sản phẩm thành phố của Osaka trong năm tài khóa 2004 là 21,3 nghìn tỷ Yên, tăng 1,2% so với năm trước. Con số này chiếm khoảng 55% tổng sản lượng tại tỉnh Osaka và 26,5% ở khu vực Kinki. Trong năm 2004, thương mại, dịch vụ và sản xuất là ba ngành công nghiệp chính, chiếm lần lượt 30%, 26% và 11%. Thu nhập bình quân đầu người trong thành phố khoảng 3,3 triệu Yên, cao hơn 10% so với tỉnh Osaka. MasterCard toàn cầu báo cáo rằng Osaka đứng thứ 19 trong số các thành phố hàng đầu thế giới và đóng một vai trò quan trọng trong nền kinh tế toàn cầu.

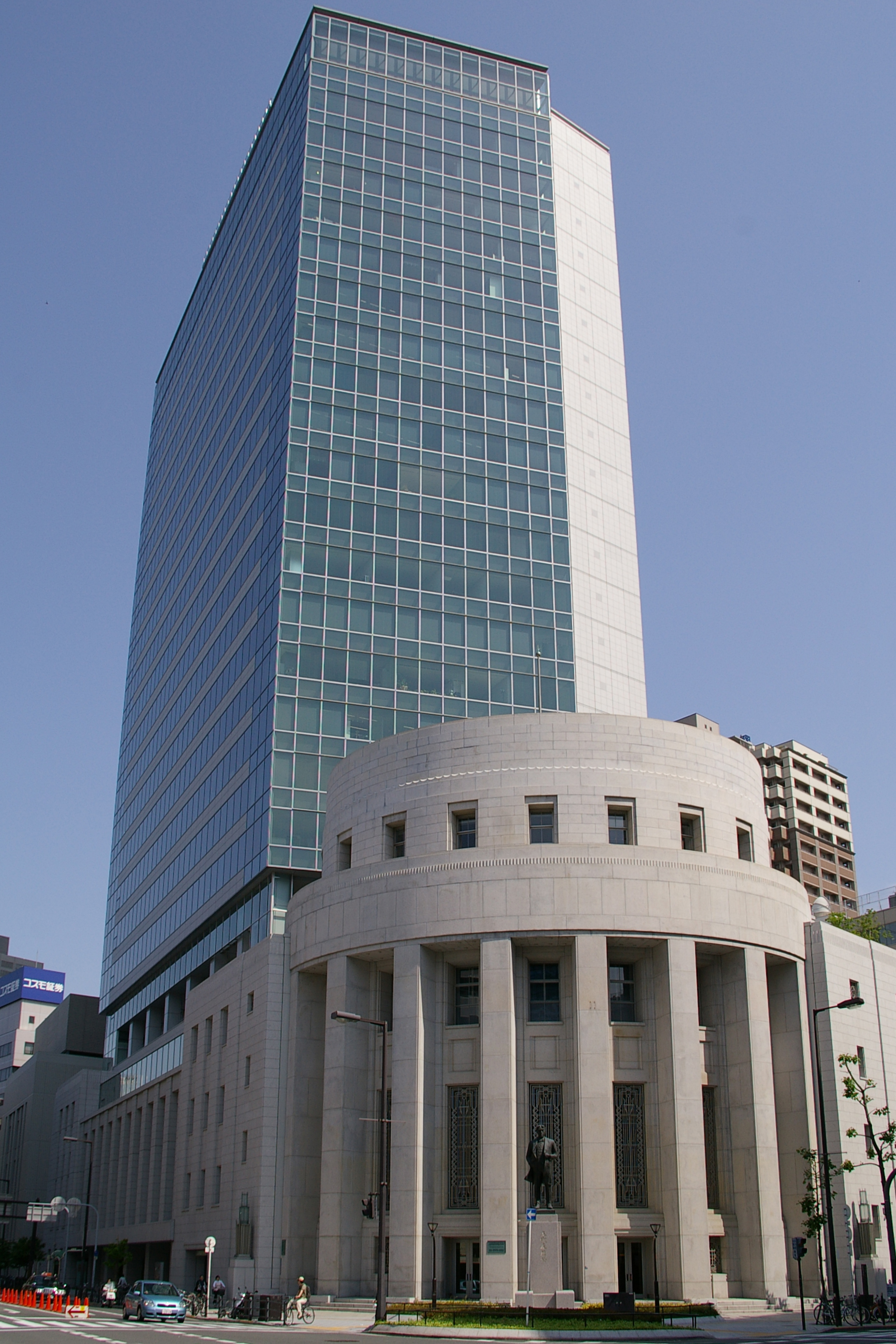
Sở giao dịch chứng khoán Osaka ở Kitahama của Osaka

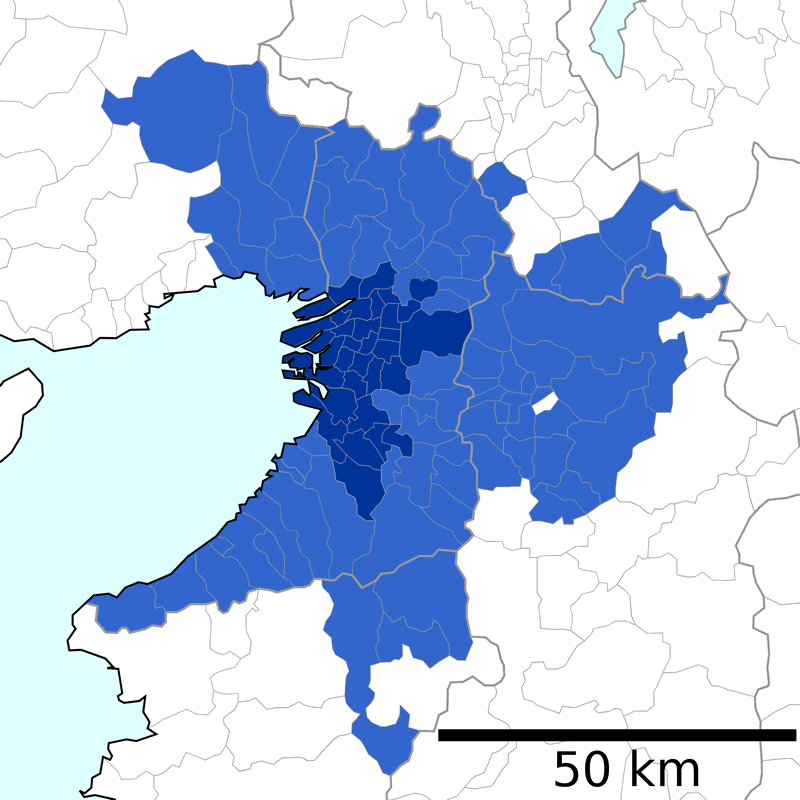
Một bản đồ cho thấy Metropolitan Employment Area của Osaka.

GDP ở khu vực đại Osaka lớn hơn (Osaka và Kobe) 341 tỷ đô la. Osaka, cùng với Paris và London, có một trong những nơi nằm trong nội địa (hinterland) có tỉ trọng cao nhất trên thế giới. GDP bình quân đầu người của Osaka (danh nghĩa) là 59.958 USD.
Trong lịch sử, Osaka là trung tâm thương mại tại Nhật Bản, đặc biệt là trong thời kỳ trung lưu và tiền hiện đại. Nomura Securities, công ty môi giới đầu tiên ở Nhật Bản được thành lập tại thành phố vào năm 1925 và Osaka vẫn là nơi buôn bán hàng đầu. Nhiều công ty lớn đã chuyển văn phòng chính của họ đến Tokyo. Tuy nhiên, một số công ty lớn, như Panasonic, Sharpvà Sanyo, vẫn có trụ sở tại Osaka. Gần đây, thành phố bắt đầu một chương trình, đứng đầu là thị trưởng Junichi Seki, để thu hút đầu tư trong và ngoài nước. Trong Chỉ số Trung tâm Tài chính Toàn cầu 2017, Osaka được xếp hạng là trung tâm tài chính cạnh tranh thứ 15 trên thế giới và cạnh tranh thứ năm ở Châu Á (sau Singapore, Hồng Kông, Tokyo, and Thượng Hải).
The Osaka Securities Exchange, specializing in derivatives such as Nikkei 225 futures, is based in Osaka. The merger with JASDAQ will help the Osaka Securities Exchange become the largest exchange in Japan for start-up companies.
According to global consulting firm Mercer, Osaka was the second most expensive city for expatriate employees in the world in 2009. It jumped up nine places from 11th place in 2008 and was the eighth most expensive city in 2007. However, it was not ranked in the top ten places of the list in 2013. The Economist Intelligence Unit (EIU) ranked Osaka as the second most expensive city in the world in its 2013 Cost of Living study.
Trong lịch sử, Osaka là trung tâm thương mại ở Nhật Bản, đặc biệt là trong thời kì trung cổ và cận đại. Ngày nay, nhiều công ty lớn đã chuyển trụ sở chính về Tokyo đặc biệt là từ cuối những năm 1990, nhưng có một vài công ty vẫn đặt ở Osaka. Sau đây là một vài công ty ở Osaka.
- Capcom
- Daimaru
- Ezaki Glico
- Đường sắt Hankyu
- Tàu điện Hanshin
- ITOCHU
- Kintetsu Corporation
- Công ty điện lực Kansai
- Keyence
- Matsushita (Panasonic)
- Tàu điện Nankai
- Nissin
- Nova
- Osaka Gas
- Resona Holdings, Inc.
- Roland
- Sanyo
- Sharp
- Suntory
- Takashimaya
- Công ty Đường sắt Tây Nhật Bản (JR West)

## Giáo dục
Các trường tiểu học và trung học cơ sở công lập ở Osaka điều hành bởi Phòng giáo dục thành phố Osaka.
Các trường trung học phổ thông công lập được điều hành bởi Sở giáo dục phủ Osaka.
Thành phố Osaka có một số lượng lớn các trường đại học, nhưng do sự phát triển của các trường cao đẳng nên nhiều trường đại học đã chọn giải pháp chuyển ra ngoại thành. Osaka vẫn là trung tâm của giáo dục cấp cao ở Nhật Bản, có thể so sánh với Kyoto hay Tokyo.
ở tỉnh osaka có các trường đại học quốc lập,công lập như sau:
- Đại học Osaka
- Đại học thành phố Osaka
- Đại học tỉnh Osaka (tên chính thức là Đại học phủ lập Osaka)
- Đại học giáo dục Osaka

## Văn hoá

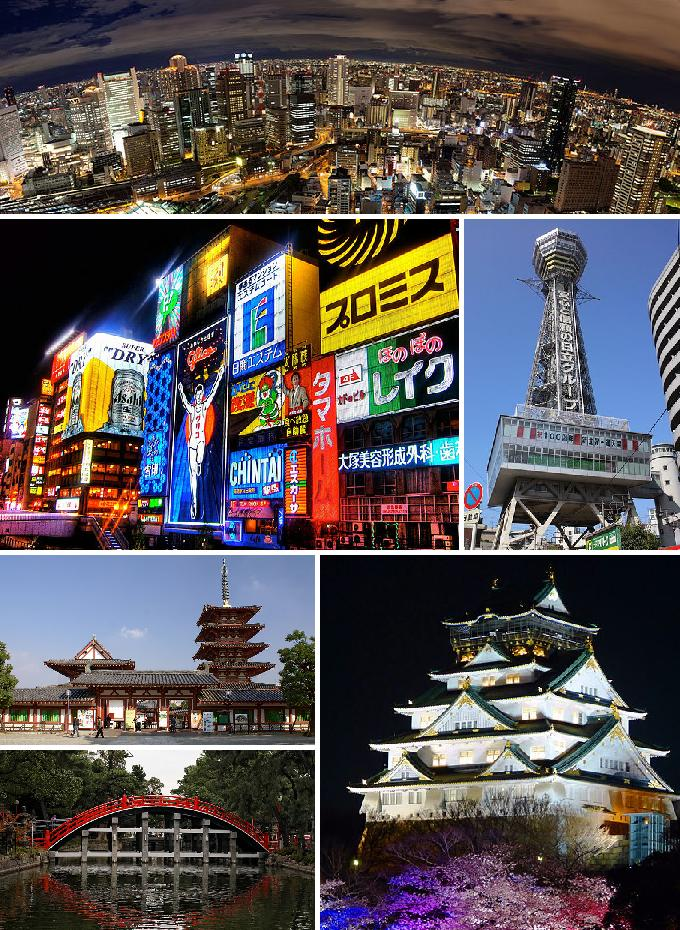
Ban đêm ở Umeda Sky Building Dōtonbori, Tsūtenkaku Shitennō-ji, Sumiyoshi taisha và Thành Osaka

Nhiều người cho rằng người dân ở Osaka có được hiểu biết là do những người không phải ở Osaka, đặc biệt là người Tokyo. Phần lớn người dân Osaka cảm thấy một sự chia rẽ lớn giữa họ với những người Nhật vùng Kanto. Nhiều người phát cáu lên khi người Tokyo có thể đem Osaka ra làm trò cười chỉ dựa vào 1 chương trình TV kể về thành phố của họ. Một ví dụ rõ ràng của chuyện này là khi nghệ sĩ hài kịch ở Tokyo (sinh ra ở Shikoku) là Saibara Rieko, trên một chương trình truyền hình, đã cảnh báo rằng ai muốn đến Osaka thì nên biết nước máy ở đó rất dơ bẩn và không nên uống. Điều này đã tác động mạnh tới Công ty cấp nước Osaka. Họ đã mời Saibara đến Osaka để thử một show diễn: bịt mắt bà lại và đố bà có thể nhận ra nước máy ở Osaka với nước máy ở Tokyo và nước khoáng. Trò thử này được chiếu trên tivi, nhưng Công ty cấp nước Osaka đã phải thất vọng vì Saibara đã nhận ra nước ở Osaka. Tuy nhiên, một lời xin lỗi được đưa ra và Saibara nói rằng nước ở Osaka cũng không tệ lắm.
Osaka nổi tiếng với đồ ăn, có một câu dân gian nói là "bạn muốn thấy Kimono thì đến Kyoto, còn muốn ăn thì hãy đến Osaka" (京の着倒れ、大阪の食い倒れ).
Ấm thực vùng Osaka bao gồm okonomiyaki (bánh cake chiên), takoyaki (bạch tuộc tẩm bột nướng), udon (một loại mì), món sushi địa phương và những thức ăn Nhật Bản truyền thống khác. Người ta nói có nguyên một ngành công nghiệp phục vụ ẩm thực ở Osaka, có cả những món ăn trên trung bình, được phục vụ nhanh mà rẻ.
Là một thành phố lớn, thành phố công nghiệp, người Osaka luôn nghĩ lúc nào cũng là giờ làm việc. Một người Osaka điển hình không bao giờ chờ đúng đèn giao thông để qua đường nếu ở đó không nhiều xe cộ. Họ cũng là những người đi bộ nhanh nhất Nhật Bản - tốc độ trung bình 1,6 m/s (hơn cả người Tokyo cũng đi nhanh nhưng với vận tốc 1,56 m/s).

## Các thành phố kết nghĩa
Osaka có 8 thành phố kết nghĩa
 Lưu trữ ngày 22 tháng 12 năm 2008 tại Wayback Machine.
Các thành phố kết nghĩa:
- Chicago, Hoa Kỳ
- Hamburg, Đức
- San Francisco, Hoa Kỳ
- São Paulo, Brasil
- Thượng Hải, Trung Quốc
- Melbourne, Úc
- Milano, Ý
- Sankt-Peterburg, Nga
- Dubai, Các Tiểu Vương quốc Ả Rập Thống nhất
- Thành phố Hồ Chí Minh, Việt Nam

Các thành phố hữu nghị và hợp tác:
- Budapest, Hungary
- Buenos Aires, Argentina
- Manila, Philippines

Osaka có nhiều cảng kết nghĩa.